# Доново (Красноярский край)
Доново — деревня в Пировском районе Красноярского края, входит в состав Бушуйского сельсовета.

## География
Деревня находится на расстоянии примерно 9 км (по прямой) к юго-западу от села Пировское, административного центра района.

### Климат
Климат в районе резко континентальный. Самый теплый месяц — июль, со средней температурой +17,8 °С, с абсолютным максимумом +34,6 °С. Самый холодный месяц — январь: средняя температура составляет –20,1 °С, абсолютный минимум –52,5 °С.

## История
В 1926 году в деревне насчитывалось 297 жителей, преимущественно русских. В советское время работал колхоз «Труженик».

## Население
| 2010 |
| ---- |
| 1    |

### Национальный состав
Согласно результатам переписи 2002 года, в национальной структуре населения русские составляли 86 % из 22 чел.